# Virginia Richmond Reynolds
Virginia Richmond Reynolds (Chicago 1866-1903) fue una artista estadounidense particularmente conocida por sus retratos en miniatura. También fue una influyente profesora del género.

## Temprana edad y educación
Reynolds nació en Chicago y estudió primero en el Art Institute of Chicago y luego en Munich con Carl Marr. Mientras estaba en Munich, se casó con Wellington Jarard Reynolds, quien también era estudiante de arte allí. La pareja se mudó a París, donde Virginia continuó sus estudios con el pintor impresionista estadounidense Charles Augustus Lasar y comenzó a exhibir su trabajo.

## Carrera profesional
Su retrato en miniatura de una niña holandesa en la exposición de la Asociación Estadounidense de Arte de París de 1896 fue el único trabajo de una mujer en exhibición. El éxito de sus miniaturas en una exposición del Salon de Champ-de-Mars en 1898 la llevó a ser elegida Asociada de la Société Nationale des Beaux-Arts. También estableció su propia escuela de pintura en miniatura en París, donde podemos mencionar entre sus estudiantes a Lucy May Stanton, Eda Nemoede Casterton y Cornelia Ellis Hildebrandt. Rosina Cox Boardman también fue influenciada por su estilo.

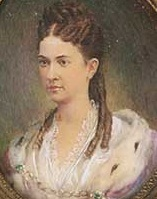
Detalle de Mujer con capa forrada de armiño, circa 1890, acuarela sobre marfil

Reynolds fue una de las fundadoras de la Sociedad Estadounidense de Pintores en Miniatura en 1899 y periódicamente regresaba a Chicago, donde tenía un estudio e impartía el primer curso de pintura en miniatura del Instituto de Arte de Chicago. 
Murió a la edad de 37 años de una embolia mientras estaba de vacaciones con su familia en Lake Geneva, Wisconsin. Tras su muerte, su esposo permaneció en Chicago, enseñando en el Art Institute y continuando su carrera como pintor.
La técnica de pintura en miniatura de Reynold, y que enseño a sus alumnos, incluía pinceladas paralelas más libres y "expresionistas". Su retrato de Bessie Moore fue uno de los tres que expuso en la Exposición Universal de 1900 en París y ahora se encuentra en la colección del Museo Metropolitano de Arte de la ciudad de Nueva York.